# Philipp Sigismund von Zernikau
Philipp Sigismund von Zernikau (* um 1650; † nach 1684) war Domherr in Münster.

## Leben
Philipp Sigismund von Zernikau entstammte einem mecklenburgischen Adelsgeschlecht. Er studierte am Collegium Germanicum in Rom und kam durch den Tod des Domherrn Goswin Droste in den Besitz einer Dompräbende in Münster. Der Papst hatte ihm hierzu die Provision erteilt. Am 21. September 1683 genehmigte Papst Innozenz XI. die Abtretung der Hildesheimer Präbende durch den Domherrn Hermann von der Recke an Philipp Sigismund. Hiervon machte er allerdings keinen Gebrauch.